# Daniel Anyembe
Daniel Anyembe (født 22. juli 1998) er en professionel dansk-kenyansk fodboldspiller, der spiller i forsvaret for Viborg FF.

## Klubkarriere

### Esbjerg fB
Den 20. september 2016 bekræftede Esbjerg fB, at de havde forlænget Anyembes kontrakt et år frem til 2018. Han fortsatte med at spille for klubbens U19-hold.
Anyembe fik sin debut for EfB den 8. november 2016 mod Middelfart G & BK i pokalturneringen, hvor EfB vandt 1-0. Han spillede sin første kamp i den danske Superliga den 4. december 2016 mod Brøndby IF i en kamp, der sluttede i 1-1. Han kom på banen i det 46. minut, hvor han erstattede Andreas Nordvik. Anyembe forlængede sin kontrakt den 1. juni 2017 til sommeren 2020.
Han blev forfremmet til førsteholdstruppen ved indgangen til 2017/2018-sæsonen i den danske 1. division. Anyembe forlængede i august 2018 sin kontrakt indtil sommeren 2022.

### Viborg FF
Anyembe blev i 2021 solgt af Esbjerg fB til Viborg FF.

## Landsholdskarriere
Anyembe har mulighed for at spille for Danmark og Kenya.